# أميناتا ديالو
أميناتا ديالو (مواليد 3 أبريل 1995) هي لاعبة كرة قدم فرنسية تلعب في مركز خط الوسط في نادي باريس سان جيرمان للسيدات.

## حالة الاعتداء
اعتقلت أميناتا ديالو لشبهة استخدامها لمؤجوريْن للهجوم على زميلتها في نادي باريس سان جيرمان خيرة حمراوي قبل مباراة الفريق مع ريال مدريد يوم الثلاثاء 4 نوفمبر 2021، للتخلص منها في الفريق والمنتخب الوطني الفرنسي. بعد 36 ساعة، أُطلق سراح ديالو من حجز الشرطة دون توجيه أي تهم ضدها.

## روابط خارجية
- أميناتا ديالو على موقع الاتحاد الدولي (مؤرشف)  (الإنجليزية)
- أميناتا ديالو على موقع الاتحاد الأوربي (الإنجليزية)
- أميناتا ديالو على موقع إي إس بي إن إف سي (الإنجليزية)
- أميناتا ديالو على موقع قاعدة بيانات كرة القدم.إي يو (الإنجليزية)
- أميناتا ديالو على موقع ليكيب (الفرنسية)
- أميناتا ديالو على موقع Soccerway.com (الإنجليزية)
- أميناتا ديالو على موقع عالم كرة القدم.نت (الإنجليزية)